# Neoascia clausseni
Neoascia clausseni är en tvåvingeart som beskrevs av Hauser och Kassebeer 1998. Neoascia clausseni ingår i släktet dvärgblomflugor, och familjen blomflugor. Inga underarter finns listade i Catalogue of Life.